# Lugașu de Jos
Lugașu de Jos è un comune della Romania di 3 351 abitanti, ubicato nel distretto di Bihor, nella regione storica della Transilvania.
Il comune è formato dall'unione di 3 villaggi: Lugașu de Jos, Lugașu de Sus, Urvind.
Nei pressi del comune si trovano due grandi laghi artificiali destinati all'alimentazione di altrettante centrali idroelettriche.